# Zentrale Unterstützungsgruppe des Bundes für gravierende Fälle nuklearspezifischer Gefahrenabwehr
Die Zentrale Unterstützungsgruppe des Bundes für gravierende Fälle nuklearspezifischer Gefahrenabwehr (kurz Zentrale Unterstützungsgruppe des Bundes, ZUB) war eine Arbeitsgemeinschaft verschiedener deutscher Bundesbehörden unter Führung des Bundeskriminalamtes in Wiesbaden, die am 1. August 2003 zur Abwehr von Gefahren durch Anschläge und Bedrohungen mit radioaktivem Material („Atomterrorismus“) gegründet wurde. Sie sollte in „gravierenden Fällen“ die Polizeibehörden der Bundesländer unterstützen. Sie unterstand dem Innenminister und bildete praktisch die deutsche Sondereinheit gegen Atomterrorismus, vergleichbar dem US-amerikanischen Nuclear Emergency Support Team. Am 1. Mai 2021 ging sie im Unterstützungsverbund CBRN (UVB-CBRN) auf, der von der Bundespolizei geleitet wird.

## Auftrag
Die ZUB sollte die Maßnahmen der Polizei zu der Gefahrenabwehr bei nuklearspezifischen Bedrohungslagen durch illegalen Umgang mit radioaktivem Material unter dem Gesichtspunkt des Katastrophenschutzes und des Atomrechts koordinieren. Die ZUB wurde regelmäßig bei Verlust oder Fund radioaktiver Stoffe oder bei Verdacht einer Straftat in Zusammenhang mit radioaktiven Stoffen (nuklearspezifische Gefahrenabwehr) tätig. Die Spezialisten der ZUB suchten dann offen und verdeckt nach radioaktiven Stoffen; dafür mussten die erforderlichen Mess- und Analysegeräte, Software für Risikoabschätzungen und Systeme gegen eventuelle Auswirkungen vorgehalten werden. Weiterhin bot die ZUB Ausbildungs- und Trainingsmaßnahmen auf diesen Gebieten und erarbeitete Handlungsempfehlungen für typische Einsatzlagen.

## Organisation
Bei der ZUB handelte es sich um eine amts- und ressortübergreifende Unterstützungseinheit des Bundes, die sich unter der Leitung des Bundeskriminalamtes (BKA) aus besonders geschulten Mitarbeitern des BKA, der Bundespolizei (BPOL) und des Bundesamtes für Strahlenschutz (BfS) zusammensetzte. Sie wurde dabei beim Transport und der Aufklärung großer Flächen durch Hubschrauber und Fahrzeuge sowie durch Dokumentations- und Dekontaminationseinheiten und weitere Fachkräfte der Bundespolizei unterstützt. Des Weiteren konnte ZUB auf die Ressourcen der Fraunhofer-Gesellschaft sowie der Bundeswehr (Wehrwissenschaftliches Institut für Schutztechnologien – ABC-Schutz) zurückgreifen.

### Struktur
Das Bundeskriminalamt hatte innerhalb der ZUB die Gesamtleitung und betrieb die Geschäftsstelle. An der ZUB waren u. a. folgende Fachreferate beteiligt:
- das Referat für ABC- und politisch motivierte Waffenkriminalität
- das Referat für Proliferation
- Abteilung Zentrale kriminalpolizeiliche Dienste (ZD)
  - Gruppe ZD 1 (Tatortgruppe) mit dem Referat ZD 11 (Explosivsachen),
  - Gruppe 3 mit den Referaten ZD 31 (allgemeine Polizeikooperation), ZD 32 (internationale Rechtshilfe und Personenfahndung) und ZD 35 (zentraler Sprachen- bzw. Dolmetscherdienst)
  - Gruppe 4 mit dem Mobilen Einsatzkommando (MEK) und der Berater- und Verhandlungsgruppe (z. B. bei Erpressungen)
- Abteilung Kriminaltechnisches Institut (KT),
  - Zentrallabor
  - Referat KT 16 (Explosivsachen)

Beim Bundesamt für Strahlenschutz waren der Fachbereich SW (Strahlenschutz und Umwelt) bzw. später die Abteilung Radiologischer Notfallschutz (RN) an der ZUB beteiligt.

## Aktivitäten
- Dezember 2006: In Zusammenhang mit der Ermordung A.W. Litwinenkos wurde eine beteiligte Person sowie Räumlichkeiten in Hamburg durch das ZUB auf Spuren von Polonium-210 untersucht.[4]
- Entwicklung von LasAir (Lagrange Simulation der Ausbreitung und Inhalation von Radionukliden), einer Software, die die Ausbreitung von radioaktiven Schwebstoffen berechnet.